# Абу Якуб аль-Бувайти
Абу Якуб Юсуф ибн Яхья аль-Бувайти аль-Мисри (араб. يوسف بن يحيى البويطي‎; ум. 846, Багдад, совр. Ирак) — исламский богослов, ученик имама аш-Шафии, составил краткие повествования из его жизни. Сыграл важную роль в сближении между традиционалистами (ахль аль-хадис) и рационалистами (асхаб ар-рай). В период правления халифа аль-Мамуна был арестован за отказ признать Коран сотворённым.

## Биография
Родился в Бувайте в Верхнем Египте.
Среди его учителей были такие известные богословы как:
- Аль-Лайс ибн Саад,
- Мухаммад аш-Шафии,
- Ар-Раби аль-Муради,
- Абдуллах ибн Вахта,
- Ибрахим аль-Харди,
- Абу Хатама и др.

Помимо аль-Бувайти у имама аш-Шафии было ещё ученика, особо выделявшихся среди других учеников — это Абу Ибрагим Исмаил аль-Музам (ум.
877) и Абу Мухаммад ар-Раби аль-Муради (ум. 883). Имам аш-Шафии говорил, что аль-Бувайти — его язык (лисани), аль-Музам — этот тот, кто привёл его мазхаб к триумфу (насир мазхаби), а ар-Раби аль-Муради — передатчик его книги (риваят кутуби).
Абу Якуб аль-Бувайти был, по-видимому, любимым учеником имама аш-Шафии, который, кроме того, лично сделал своим преемником. Он внёс значительный вклад в распространение шафиитского мазхаба.
Завистники доносили на него, написали в Ирак Ибн Абу Дауду и правителю Египта, чтоб его подвергли «испытанию» (михна). Было приказано его арестовать и привести в Багдад прикованным железными цепями.
Абу Якуб аль-Бувайты умер в 846 году в багдадской тюрьме, будучи закованным в железные цепи.

### Труды
Аль-Бувайти автор книги Мухтасар мин кутуб аш-Шафии, высоко оценённую биографами Мухаммада аш-Шафии. Книга представляет собой сокращённый сборник изречений имама аш-Шафии. Также он передал знаменитую книгу имама аш-Шафии Китаб аль-Умм. Абу Хамид аль-Газали в книге Ихья улюм ад-дин написал, что настоящим автором Китаб аль-Умм был аль-Бувайти.

## Высказывания исламских богословов
- Сказал Раби, что как-то мы с аль-Бувайти и аль-Музани сидели с имамом аш-Шафии и он сказал мне: «Ты умрёшь, будучи знатоком хадиса»; а Абу Якубу: «А ты покинешь этот мир в цепях»; а аль-Музани: «А этот победит в споре, даже если шайтан выйдет против него».
- Абу Асим сказал: «Имам Шафии разрешал выносить фетвы и позволял ему решать вопросы, которые приходили к нему. Он (аш-Шафии) оставил его преемником после своей смерти».
- Ар-Раби сказал: «Абу Якуб занимал важное место у имама Шафии».
- Аль-Хаким от ибн Хузаймы передаёт, что не видел никого, кто знал бы фикх маликитского мазхаба, как Ибн Абдуль-Хакам. Между ним и аль-Бувайты произошло следующее: когда имам Шафии был при смерти, аль-Бувайты и Ибн Абдуль-Хакам: каждый из них хотел находиться в том момент рядом с имамом Шафии. Приехал Хамиди, который в это время находился в Египте и рассказал, что слышал, как имам Шафии говорил: «Нет никого достойнее моего маджлиса (находится рядом со мной), кроме аль-Бувайты, он самый знающий из моих учеников». Аль-Бувайты занял маджлис имама Шафии, а Ибн Абдуль-Хакам сел в третьем ряду[4].